# Большой Унтем
Большой Унтем — деревня в Балезинском районе Удмуртии. Входит в состав Турецкого сельского поселения.

## География
Деревня расположена на северо-востоке республики на расстоянии примерно в 12 километрах по прямой к северо-востоку от районного центра Балезино.
Часовой пояс
Деревня Большой Унтем как и вся Удмуртия, находится в часовой зоне МСК+1. Смещение применяемого времени относительно UTC составляет +4:00.

## Население
| 2010 | 2012 | 2014 |
| ---- | ---- | ---- |
| 170  | ↘163 | ↗189 |

Национальный состав
Согласно результатам переписи 2002 года, в национальной структуре населения удмурты составляли 94 % из 220 человек.